# 悬桥巷站
悬桥巷站位于中华人民共和国江苏省苏州市姑苏区平江街道临顿路与悬桥巷和旧学前交叉口地下，是苏州地铁6号线的地铁车站，于2024年6月29日开通运营。

## 车站结构
本站为地下二层岛式车站。

### 车站楼层
| 1                 | 地面 | 1/2出入口 |
| -1                | 站厅 | 悬临通道出口、售票机、客服中心、商店                                                                                  |
| -2                | 站台 | \| \| \| █ 6号线往苏州新区火车站（拙政园苏博） \| \| 島式 · 開左邊车门 \| \| \| \| \| \| █ 6号线往桑田岛（临顿路） \| |
|                   |      | █ 6号线往苏州新区火车站（拙政园苏博）                                                                                 |
| 島式 · 開左邊车门 |      | |
|                   |      | █ 6号线往桑田岛（临顿路）                                                                                             |

### 出入口
悬桥巷站设有2个有编号的出入口，另有一出口通向悬临通道（因连接本站与临顿路站得名），乘客也可利用悬临通道内的数个出入口进出车站。
| 编号                | 指示                               | 图片 |
| ------------------- | ---------------------------------- | ---- |
| 1 · 出口 · （设有） | 旧学前                             |      |
| 2 · 出口            | 临顿路、平江历史街区               |      |
| 悬临通道            | 观前街、百盛长发汇、苏州状元博物馆 |      |
| 图例： 设有         |                                    |      |